# 安娜·芭麗瑤
安娜·芭麗瑤（法語：Anne Parillaud，法語發音：[an paʁijo]，1960年5月6日—），巴黎人，法國電影演員，動作片演員。拍攝電影多部，代表作是1990年著名動作片霹靂煞（Nikita），由此聲名大噪，并奪得法國電影至高榮譽獎凱撒獎最佳女主角及義大利國家影展最佳女主角獎。其前夫是知名導演盧貝松，後與盧貝松分居也喧騰國際影視新聞版面。

## 電影
- 霹靂煞
- 鐵面人

## 外部連結
- Anne Parillaud在互联网电影资料库（IMDb）上的資料（英文）
- 安娜·芭麗瑤在豆瓣上的资料（简体中文）
- 在AllMovie上安娜·芭麗瑤的頁面（英文）
- 法國AlloCiné影劇資料庫上安娜·芭麗瑤的演藝人員資料（法文）